# Afrixalus fornasini
Afrixalus fornasini là một loài ếch trong họ Hyperoliidae và is bản địa của châu Phi. Tên tiếng Anh của nó là Fornasini's spiny reed frog hoặc Greater Leaf-folding Frog

## Phân bố và môi trường sống
Nó được tìm thấy ở Kenya, Tanzania, Malawi, Mozambique, Zimbabwe, Nam Phi và có thể cả Swaziland. Các môi trường sống tự nhiên của chúng là các khu rừng ôn đới, rừng khô nhiệt đới hoặc cận nhiệt đới, xavan khô, xavan ẩm, vùng cây bụi ôn đới, vùng cây bụi ẩm khu vực nhiệt đới hoặc cận nhiệt đới, vùng đồng cỏ ôn đới, đồng cỏ nhiệt đới hoặc cận nhiệt đới vùng ngập nước hoặc lụt theo mùa, đầm nước, đầm nước ngọt, đầm nước ngọt có nước theo mùa, các hồ chứa nước, và ao.

## Tình trạng bảo tồn
Ở một số khu vực trong vùng phân bố, chúng bị đe dọa vì mất môi trường sống, tuy thế nhìn chung chúng cũng không hiếm gặp mà lại còn phổ biến ở một số khu vực.

## Hình ảnh

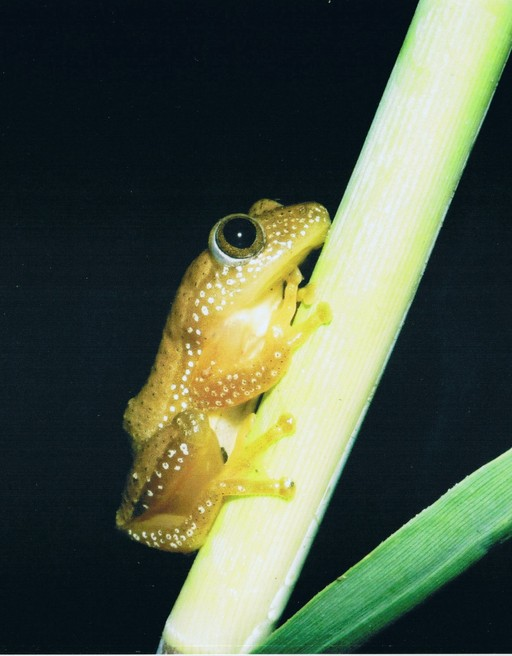
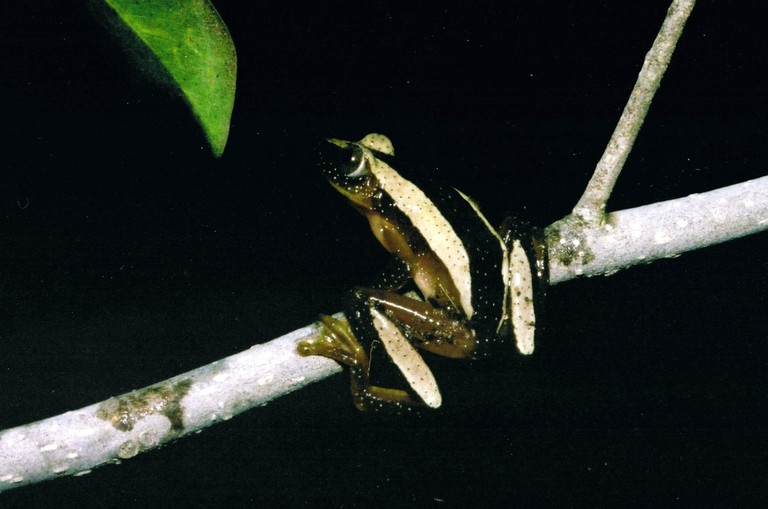
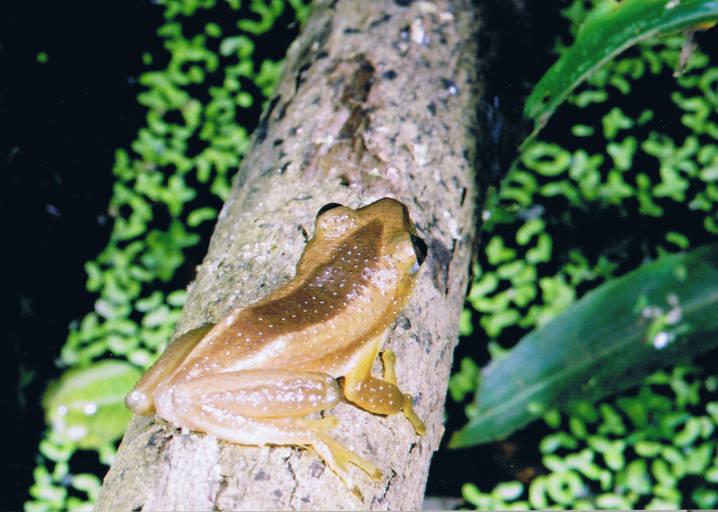
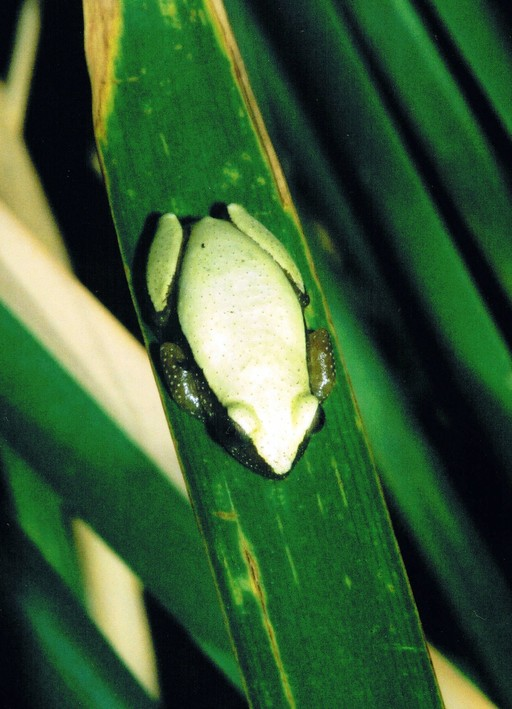